# Polyphylla algirana
Polyphylla algirana är en skalbaggsart som beskrevs av Brenske 1896. Polyphylla algirana ingår i släktet Polyphylla och familjen Melolonthidae. Inga underarter finns listade i Catalogue of Life.